# برشاوشان متوسط
برشاوشان متوسط (الاسم العلمي:Adiantum intermedium) هو نوع من النباتات يتبع جنس البرشاوشان من الفصيلة الديشارية.